# Палово (Холмогорский район)
Палово — поселок в Холмогорском районе Архангельской области.

## География
Находится в центральной части Архангельской области на расстоянии приблизительно 39 км на юг-юго-запад по прямой от административного центра района села Холмогоры на правом берегу речки Обокша.

## История
Посёлок был основан в 1949 году. С 1951 года работала узкоколейная железная дорога. Рaкульский лесопункт, управление которого находилось в Палово, в то время относился к Орлецкому леспромхозу. В 1976 году лесопункт был передан Емецкому леспромхозу. В 1994 году Ракульский лесопункт был закрыт, вывозка леса по узкоколейной железной дороге прекратилась. До 2022 года входил в Ракульское сельское поселение до его упразднения.

## Население
Численность населения: 269 человек (русские 90 %) в 2002 году, 175 в 2010.